# Madame Tussauds London
Madame Tussauds London là một địa điểm du lịch lớn nằm ở trung tâm thành phố London của nước Anh. Nơi đây được biết đến với việc tái tạo những nhân vật nổi tiếng trên sáp. Khi Madame Tussauds mới được xây dựng kể từ năm 1884, nó đã nằm trên Đường Marylebone. Nó được tạo ra bởi nhà điêu khắc tượng sáp nổi tiếng Marie Tussaud và được điều hành bởi công ty Merlin Entertainments.
Thời gian mở cửa bình thường là từ 9:30-17:30 vào các ngày trong tuần, kể cả những ngày nghỉ học của các học sinh Vương quốc Anh. Giờ cao điểm là từ 09:00-18:00. Thời gian mở cao điểm là vào các ngày cuối tuần, ngày nghỉ học của các trường học Vương quốc Anh, ngày nghỉ của ngân hàng và toàn bộ thời gian mùa hè (tháng 7 và tháng 8).
Trong năm 2008, việc mở cửa trong giai đoạn mùa hè là 9:00-07:00. Đôi khi nơi giải trí này đóng cửa sớm hơn nếu công ty có một sự kiện gì xảy ra.
|  |